# Pierre-Louis Flouquet
Pierre-Louis Flouquet (París, 6 de febrero de 1900-Dilbeek, 1967) fue un pintor y poeta belga.

## Historia
Flouquet llegó a Bruselas con la edad de diez años y estudió allá durante la Primera Guerra Mundial en la Academia de Bellas Artes. Con uno de sus compañeros de clase, René Magritte, compartió un estudio y llegó a ser conocido en los círculos modernistas con obras de un nuevo espíritu hasta la frontera del cubismo y futurismo.
A partir de 1918, inmediatamente después de la guerra, Flouquet se dedicó a un enfoque plástico inicialmente paralelo al de su amigo Magritte (el «plástico puro»). Después ambos artistas se evolucionaron diferentemente, Magritte se inclinó al surrealismo mientras Flouquet permaneció en el plástico puro. En 1922, junto con el poeta Pierre Bourgeois, el arquitecto Victor Bourgeois, el pintor Karel Maes y el músico Georges Monnier, fundó el grupo de artistas 7 Arts. En 1925 participaría en L’Assaut con Jean-Jacques Gailliard.
Por razones no conocidas, desde 1934 Flouquet abandonó casi totalmente la pintura aunque permaneció cercano a los pintores Magritte y Victor Servranckx durante toda su vida. Desde este momento se dedicó enteramente a la poesía. Le interesó mucho la poesía moderna y especialmente la parte espiritual de la poesía, ganando el premio de 1938 de la Academia Francesa. Fue autor de 21 obras de poesía y fundó junto a Arthur Haulot la Biennale poétique. Además trabajó para el Journal de Poètes. 
También adquirió conocimiento en arquitectura moderna y escribió muchos artículos para varias revistas sobre este tema.

## Obras
- Portrait de M. de Clerk (1920)
- Féminité (1921)
- Tête d'homme stylisée (1922)
- Le Baiser – The Kiss (1923)
- Compostion (1926)
- Diane chasseresse (1927)
- Le penseur mol (1928)
- Silhouettes anthromorphes (1929)
- Les saintes femmes au golgotha (1930)
- Crusifixions inversées (1931)
- L'ange du soir (1931)